# Flip Side
Flip Side ist ein Musikalbum von Lina Allemanos Formation Ohrenschmaus mit Andrea Parkins. Die am 22. und 23. August 2023 im Veranstaltungsort Alte Kita, Berlin-Niederschöneweide, entstandenen Aufnahmen erschienen am 4. Oktober 2024 auf Allemanos Label Lumo Records.

## Hintergrund
Die kanadische Trompeterin und Bandleaderin Lina Allemano pendelt zwischen Berlin und Toronto. Flip Side ist das zweite Album ihres in Berlin ansässigen Trios Ohrenschmaus mit dem norwegischen E-Bassisten Dan Peter Sundland und dem deutschen Schlagzeuger Michael Griener nach dem Debütalbum Rats and Mice (Lumo, 2020). Ergänzt wird das Trio bei drei Stücken durch die US-Amerikanerin und inzwischen in Berlin lebende Musikerin Andrea Parkins. Das Album wurde im August 2023 live im Veranstaltungsraum Alte Kita im Berliner Stadtteil Schöneweide aufgenommen.

## Titelliste
- Lina Allemano’s Ohrenschmaus with Special Guest Andrea Parkins: Flip Side (Lumo Records LM 2024-16)

1. Sidetrack (Lina Allemano/Dan Peter Sundland/Andrea Parkins/Michael Griener) 9:10
2. Signal 4:46
3. Heartstrings 4:47
4. Sideswipe (Lina Allemano/Dan Peter Sundland/Andrea Parkins/Michael Griener) 4:32
5. Stricken 6:52
6. The Line (Allemano, Sundland) 6:15
7. Sidespin (Lina Allemano/Dan Peter Sundland/Andrea Parkins/Michael Griener) 3:59

Wenn nicht anders vermerkt, stammen die Kompositionen von Lina Allemano.

## Rezeption

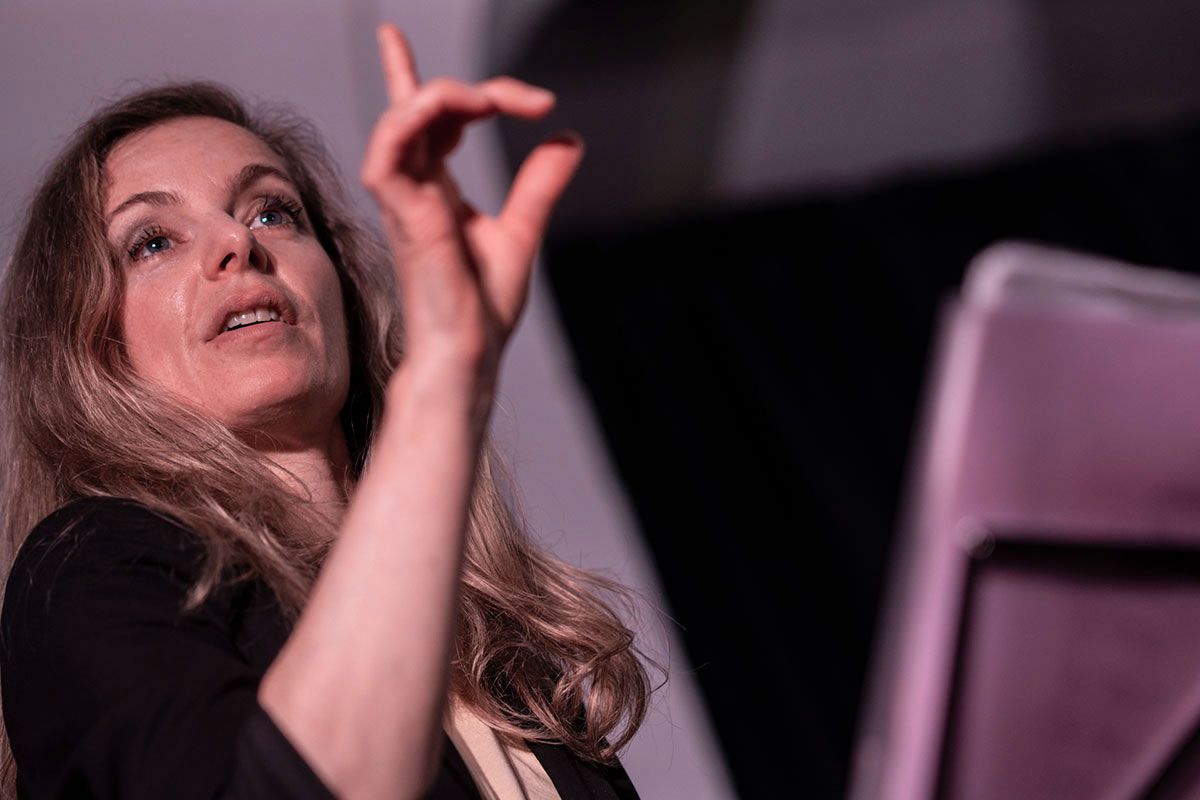
Lina Allemano (2022)

Die Musik von Ohrenschmaus sei zu gleichen Teilen melodisch und gestisch, meinte Eyal Hareuveni in Salt Peanuts, und das Trio würde Allemanos unverwechselbare Kompositionen mit der Haltung einer starken Gruppeninteraktion, Improvisation und Klangerkundung darbieten. Die drei Stücke mit Andrea Parkins – „Sidetrack“, „Sideswipe“ und „Sidespin“ – seien energiegeladene freie Improvisationen, die von Parkins’ aufregendem und subversivem Geist profitierten. Die Musik werde geduldig und auf unvorhersehbare und rätselhafte Weise und unter Einsatz verschiedener erweiterter Techniken entwickelt, die die fantasievolle und reiche Klangvision von Ohrenschmaus erschöpfend darstellen. Parkins würde sich dabei wunderbar in die Dynamik des Trios einfügen. Die unkonventionelle Liveumgebung habe zur physischen, fast greifbaren Anmutung von Flip Side beigetragen. Es biete Musik, die im wahrsten Sinne des Wortes Körper und Seele berührt.
Nach der Zusammenarbeit u. a. mit Uwe Oberg kehre Allemano zu ihrer Band Ohrenschmaus zurück, wobei sie erneut auf Michael Griener treffe, schrieb Franpi Barriaux (Citizen Jazz). Die abstrakte Arbeit dieses Schlagzeugers sei auch auf Flip Side wie schon auf dem ersten Album Rats and Mice (2020) eines der Hauptmerkmale einer Musik, die jeden Klang mit einer gewissen Freude ausnutze. In „Sidetrack“, dem ersten Stück des Albums, wirke die Trompeterin zunächst recht distanziert, ein vages Gebilde, verloren zwischen der Reibung der Snaredrum und dem Anschlag von Dan Peter Sundlands Bass. Als Andrea Parkins im Finale „Sidespin“ zurückkehrt, um Einfluss auf das Ensemble zu nehmen, betrete man erneut ein wimmelndes Kaleidoskop, in dem Trompete und Schlagzeug Kräfte unendlicher Möglichkeiten seien. Die Musik werde zu einer verstörenden und dunklen Orgie, bis die Trompete es mit dem Klang der Trommeln mit ungewöhnlicher Süße erhellt. Dies sei eine brillante Arbeit.